# Matthieu de Clermont
Matthieu de Clermont (latin : Mahé de Clermont) est un dignitaire de l'ordre de Saint-Jean de Jérusalem qui fut précepteur puis maréchal de l'Ordre.
Il combat lors de la chute de Tripoli en 1289 puis lors du siège de Saint-Jean-d'Acre en 1291 où il est tué par les mamelouks.

## Biographie
Matthieu de Clermont est originaire du comté d'Auvergne. La date de son départ en terre sainte et de son entrée dans l'ordre de Saint-Jean de Jérusalem sont inconnus. Il est cité comme précepteur à partir 1289 puis comme maréchal de l'Ordre en 1291.
Lorsque Qalawun fait le siège de Tripoli en mars 1289, il commande les renforts envoyés par l'ordre de Saint-Jean de Jérusalem, tandis que ceux des Templiers sont sous les ordres de leur maréchal Geoffroy de Vandac. La ville tombe le 26 avril 1289 et quarante moines hospitaliers meurent dans la bataille, mais Matthieu de Clermont est l'un des rares à avoir réussi à s'échapper par la mer.
À partir du 5 avril 1291, lors du siège de Saint-Jean-d'Acre, dernière place-forte des croisés en terre sainte, il combat contre les mamelouks menés par le sultan Al-Ashraf. Lorsque ceux-ci pénètrent la première fois dans la ville le 16 mai 1291, il stoppe les défenseurs en fuite vers le port afin de les regrouper pour mener une contre-attaque qui repousse les envahisseurs hors de la ville depuis la porte Saint-Antoine. Lorsque la ville est de nouveau prise d'assaut le 18 mai 1291, il se bat à nouveau en première ligne et est tué dans le quartier génois,.

## Hommage
Gravement blessé lors de la chute de Saint-Jean-d'Acre, le grand maître de l'ordre de Saint-Jean de Jérusalem Jean de Villiers a rendu hommage à son maréchal dans une lettre adressée au maître de Provence :
« Entre lesquels nostre amés amis frère Mahius de Clermont,
nos marescaus, demora mors.
Il estoit nobles et preus et sages as armes.
Diex li soit deboinaires »
— Jean de Villiers, Relation anonyme de la prise d'Acre

## Source
- René Grousset, L'épopée des Croisades, 1939.
- (en) Jochen Burgtorf, The Central Convent of Hospitallers and Templars : History, Organization, and Personnel (1099/1120-1310), Leiden/Boston, Brill, 2008, 761 p. (ISBN 978-90-04-16660-8, présentation en ligne, lire en ligne)